# 올루프 하르트만
올루프 하르트만(덴마크어: Oluf Hartmann, 1879년 2월 16일 ~ 1910년 1월 16일)은 덴마크의 화가이다. 덴마크 왕립 미술 아카데미에서 미술 교육을 받았으며, 1900년대 여러 유명한 전시회에서 그의 작품이 공개되었다.